# 24e regering van Israël
De 24e regering (ook bekend als het kabinet–Shamir IV) was de uitvoerende macht van de Staat Israël van 11 juni 1990 tot 13 juli 1992. Premier Yitzhak Shamir (Likoed) stond aan het hoofd van een coalitie van Likoed, Shas, het Verenigd Thora-Jodendom, de Nationaal-Religieuze Partij, Opstand, Tzomet, Moledet, en de Nieuwe Liberale Partij.

## Ambtsbekleders
| Ambtsbekleder                             | Ambtsbekleder      | Ambtsbekleder                               | Functie                                            | Ambtstermijn     | Ambtstermijn     | Partij                       |
| ----------------------------------------- | ------------------ | ------------------------------------------- | -------------------------------------------------- | ---------------- | ---------------- | ---------------------------- |
|                                           | Yitzhak Shamir     | Yitzhak Shamir יִצְחָק שָׁמִיר (1915–2012)        | Premier                                            | 20 oktober 1986  | 13 juli 1992     | Likoed                       |
| Minister van Arbeid en Sociale Zaken      | Yitzhak Shamir     | Yitzhak Shamir יִצְחָק שָׁמִיר (1915–2012)        | 11 juni 1990                                       |                  | 13 juli 1992     | Likoed                       |
| Minister van Milieu                       | Yitzhak Shamir     | Yitzhak Shamir יִצְחָק שָׁמִיר (1915–2012)        | 15 maart 1990                                      |                  | 13 juli 1992     | Likoed                       |
| Minister voor Jeruzalem- en Erfgoedzaken  | Yitzhak Shamir     | Yitzhak Shamir יִצְחָק שָׁמִיר (1915–2012)        | 27 november 1990                                   |                  | 13 juli 1992     | Likoed                       |
|                                           | David Levy         | David Levy דוד לוי (1937)                   | Vicepremier                                        | 1 november 1981  | 13 juli 1992     | Likoed                       |
| Minister van Buitenlandse Zaken           | David Levy         | David Levy דוד לוי (1937)                   | 11 juni 1990                                       |                  | 13 juli 1992     | Likoed                       |
|                                           | Moshe Nissim       | Moshe Nissim יורם ארידור (1935)             | Vicepremier                                        | 11 juni 1990     | 13 juli 1992     | Likoed                       |
| Minister van Economie                     | Moshe Nissim       | Moshe Nissim יורם ארידור (1935)             | 7 maart 1990                                       |                  | 13 juli 1992     | Likoed                       |
|                                           | Moshe Arens        | Moshe Arens משה ארנס (1925–2019)            | Minister van Defensie                              | 11 juni 1990     | 13 juli 1992     | Likoed                       |
|                                           | Aryeh Deri         | Aryeh Deri אריה דרעי (1959)                 | Minister van Binnenlandse Zaken                    | 22 december 1988 | 11 mei 1993      | Shas                         |
|                                           | Itzhak Modai       | Itzhak Modai יצחק מודעי (1926–1998)         | Minister van Financiën                             | 11 juni 1990     | 13 juli 1992     | Nieuwe Liberale Partij       |
|                                           | Dan Meridor        | Dan Meridor דן מרידור (1947)                | Minister van Justitie                              | 22 december 1988 | 13 juli 1992     | Likoed                       |
|                                           | Ehud Olmert        | Ehud Olmert אֶהוּד אוֹלְמֶרְט (1945)              | Minister van Volksgezondheid                       | 30 maart 1990    | 13 juli 1992     | Likoed                       |
|                                           |                    | Zevulun Hammer זבולון המר (1936–1998)       | Minister van Onderwijs en Cultuur                  | 11 juni 1990     | 13 juli 1992     | Nationaal- Religieuze Partij |
|                                           | Moshe Katsav       | Moshe Katsav משה קצב (1945)                 | Minister van Vervoer                               | 22 december 1988 | 13 juli 1992     | Likoed                       |
|                                           | Rafael Eitan       | Rav Aluf Rafael Eitan רפאל איתן (1929–2004) | Minister van Landbouw                              | 11 juni 1990     | 31 december 1991 | Tzomet                       |
|                                           |                    |                                             | Minister van Landbouw                              | Vacant           |                  |                              |
|                                           | Ariel Sharon       | Aluf Ariel Sharon אֲרִיאֵל שָׁרוֹן (1928–2014)    | Minister van Huisvesting en Constructie            | 11 juni 1990     | 13 juli 1992     | Likoed                       |
|                                           | Yuval Ne'eman      | Yuval Ne'eman יובל נאמן (1925–2006)         | Minister van Infrastructuur en Energie             | 11 juni 1990     | 20 januari 1992  | Opstand                      |
| Minister van Wetenschap en Ontwikkelingen | Yuval Ne'eman      | Yuval Ne'eman יובל נאמן (1925–2006)         |                                                    | 11 juni 1990     | 20 januari 1992  | Opstand                      |
|                                           |                    |                                             | Vacant                                             |                  |                  |                              |
|                                           | Roni Milo          | Roni Milo רוני מילוא (1949)                 | Minister van Openbare Veiligheid                   | 11 juni 1990     | 13 juli 1992     | Likoed                       |
|                                           | Itzhak Peretz      | Itzhak Peretz יצחק פרץ (1938)               | Minister van Immigratie                            | 22 december 1988 | 13 juli 1992     | Shas                         |
|                                           | Avner Shaki        | Avner Shaki אבנר שאקי (1926–2005)           | Minister van Religieuze Zaken                      | 11 juni 1990     | 13 juli 1992     | Nationaal- Religieuze Partij |
|                                           |                    | Rafael Pinhasi יִצְחָק שָׁמִיר (1940)             | Minister van Communicatie                          | 11 juni 1990     | 13 juli 1992     | Likoed                       |
|                                           | Gideon Patt        | Gideon Patt גדעון פת (1933–2020)            | Minister van Toerisme                              | 22 december 1988 | 13 juli 1992     | Likoed                       |
|                                           |                    | David Magen דוד מגן (1945)                  | Minister zonder portefeuille (Economisch Beleid)   | 11 juni 1990     | 13 juli 1992     | Likoed                       |
|                                           | Rehavam Zeevi      | Aluf Rehavam Zeevi רחבעם זאבי (1926–2001)   | Minister zonder portefeuille (Openbare Veiligheid) | 5 februari 1991  | 12 januari 1992  | Moledet                      |
|                                           | Benjamin Netanyahu | Benjamin Netanyahu בִּנְיָמִין נְתַנְיָהוּ (1949)     | Viceminister voor Buitenlandse Zaken               | 28 december 1988 | 11 november 1991 | Likoed                       |
| Viceminister voor Kabinetszaken           | Benjamin Netanyahu | Benjamin Netanyahu בִּנְיָמִין נְתַנְיָהוּ (1949)     | 11 november 1991                                   | 13 juli 1992     |                  | Likoed                       |